# Panský potok (přítok Kosového potoka)
Panský potok (někdy také jako Štolní potok)
je pravostranným přítokem Kosového potoka v Českém lese a Podčeskoleské pahorkatině v okrese Cheb v Karlovarském kraji. Délka toku měří 5,1 km.
Plocha jeho povodí měří 8,24 km².

## Průběh toku
Potok pramení v Českém lese v Přírodním parku Český les v nadmořské výšce okolo 655 metrů. Jeho pramen se nachází přibližně 1 km východně od Tří Seker, 700 m západně od Panské rozhledny. Vytéká z podzemí, kde po staletí probíhala hornická činnost. Potok klesá u okraje lesa severovýchodním, později východním směrem. V nivě potoka vyvěrá u pravého břehu Štolní kyselka a přibližně po 350 metrech u levého břehu Panská kyselka. Obě kyselky byly v minulosti hojně využívány místními obyvateli pro pitné účely. Zde potok opouští Český les, přitéká do Podčeskoleské pahorkatiny a pokračuje podmáčeným pastvinami východním směrem. Za vývěrem Panské kyselky se potok dělí. Hlavní část odtéká do Ohradského rybníka, míjí severní okraj Drmoulu a vtéká do Ohradského rybníka, druhá část Panského potoka je uměle vytvořena a odtéká pod názvem Pulwergraben (Prašná stoka) do Drmoulu, kde plní svojí vodou tzv. Oblý rybník. Hlavní tok přitéká do přírodní rezervace Hamrnický mokřad. Při severním okraji rezervace je do potoka odváděna voda z místních rybníků, z nichž největší je Velký knížecí rybník. V Hamrníkách, přibližně 200 metrů jižně od Hamrnického zámečku, se potok vlévá do Kosového potoka jako jeho pravostranný přítok.